# Marcela Trujillo
Marcela Trujillo (Santiago de Chile, 1969), más conocida por su seudónimo Maliki, es una artista visual, pintora, historietista y catedrática chilena que ha incursionado principalmente en el arte figurativo y el neo-pop. Es además una de las primeras exponentes del cómic autobiográfico chileno.

## Biografía
Estudió licenciatura en artes plásticas en la Universidad de Chile, que posteriormente complementaría en la Liga de estudiantes de arte de Nueva York, en Nueva York y el School of Visual Arts de la misma ciudad.
En su trabajo se aprecia el uso de técnicas mixtas plasmadas en obras de tamaño variable; mientras que «en sus primeras exposiciones hizo retratos femeninos, creando rostros que resaltaban sobre los fondos. Al ir avanzando la artista evolucionó hacia obras planteadas a partir ya no de los rostros sino del paisaje urbano que los rodea, presentando planos panorámicos en los que inserta a sus personajes». Aunque se autodefine como no militante de alguna agrupación feminista, reconoce que en su trabajo pictórico es posible encontrar dicho discurso, particularmente en temáticas adscritas a la defensa de los derechos de la mujer como «necesidad de entender (...) [su] realidad como mujer en esta sociedad».. Parte de su obra pictórica se ha centrado en representar alegorías de «heroínas femeninas en perspectiva futurista».
Publicó sus primeros cómics en la revista chilena de cómics para adultos Trauko (1989) y mientras vivía en NYC publicó su serie "Maliki 4 ojos" en el semanarioThe Clinic  (2002/2003); en su faceta de historietista, ha publicado sus cómics en el periódico El Desconcierto (2013) y en la revista en línea Había una vez (2014/2015). Ha sido invitada a numerosos festivales de cómics y eventos relacionados con la difusión de la narración gráfica (Feria del libro de Caracas, Venezuela,2009; Symposium de cómic latinoamericano Universidad de Standford, 2011; Comicópolis, Buenos Aires, Argentina, 2013; Lima en cuadritos, Lima, Perú, 2013).

## Exposiciones y distinciones
Ha participado en varias exposiciones individuales y colectivas durante su carrera, entre ellas las muestras: Estamos dados (1993), Galería de los famosos (1994), Once de la década (1994), Cambio de aceite, 20 años de la pintura chilena (2003) y Multiplication (2007) en el Museo de Arte Contemporáneo de Santiago, Un museo por Valdivia (1995) y Exijo una explicación, 100 años de narración gráfica en Chile (2008) en el Museo Nacional de Bellas Artes de Chile. "Maliki versus Trukillo" Galería Gabriela Mistral, Stgo, Chile 2008, "Familienkern", Galería Stuart, Santiago, Chile, 2010 y Ciencia ficción femenina (2012) en el Museo de Artes Visuales de Santiago, entre otras exposiciones en Chile, América Latina, Canadá, Estados Unidos y Europa.
El año 2000 fue recipiente de la Beca Lloyd Sherwood Grant en la Liga de estudiantes de arte de Nueva York. El año 2012 recibió una nominación al Premio Altazor de las Artes Nacionales en la categoría pintura por Ciencia ficción femenina.
Su novela gráfica Ídolo, publicada por Reservoir Books, ganó el Premio Narrativa Gráfica 2019 de los Premios Literarios del Ministerio de las Culturas de Chile y el Premio Municipal de Literatura de Santiago 2019 en la categoría Edición.
Durante el año 2024, Expone en el Museo Nacional de Bellas Artes en Santiago de Chile, su obra "Vanity Fauna", en la que la Artista visual cuestiona y juega con los estándares de belleza de la mujer así como su rol en la sociedad patriarcal. La curaduría y museografía de este proyecto fue realizada por Rolando Báez, Antonia Viu, curadora y editora, diseño de Carolina Zañartu y The Wall y Omnio, papel mural. 

## Libros

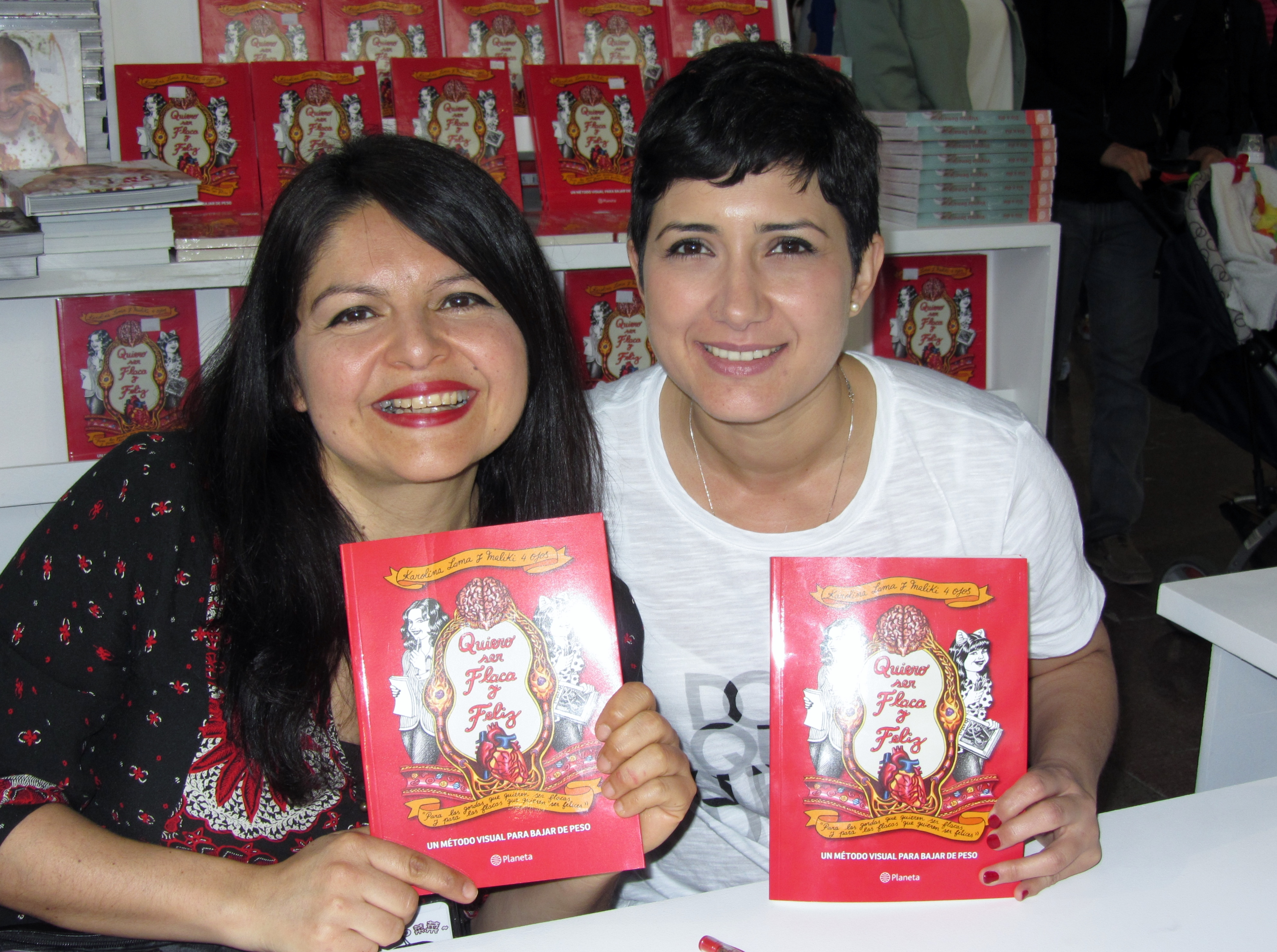
Trujillo y Karolina Lama con su libro conjunto, 2015

- Las crónicas de Maliki 4 ojos, Feroces Editores, Santiago, Chile 2010
- Diario íntimo de Maliki 4 ojos, RIL Editores, Santiago, 2011
- Maliki en tinta china, Ocho libros editores, Santiago, 2013
- El diario iluminado de Maliki 4 ojos, Ocho libros editores, Santiago, 2013
- Quiero ser flaca y feliz, con Karolina Lama, Planeta, Santiago, 2015
- Ídolo, novela gráfica; Reservoir Books, Santiago, 2017